# دین سملر
دین سملر (انگلیسی: Dean Semler؛ زادهٔ ۱۹۴۳ - رنمارک) فیلم‌بردار و کارگردان اهل استرالیا است. او در طول زندگی حرفه‌ای خود به عنوان فیلمبردار، اپراتور دوربین، کارگردان، کارگردان واحد دوم و دستیار کارگردان کار کرده‌است. او سه بار برنده جایزه AACTA برای بهترین فیلمبرداری و برنده جایزه اسکار شده‌است. او عضو هر دو انجمن سینماگران استرالیا و انجمن سینماگران آمریکا است. در سال ۲۰۰۲ او به عضویت نظم استرالیا منصوب شد.
وی فیلم‌بردار فیلم‌هایی همچون فریب، کوکتل، سکوت قبرستانی، رقصنده با گرگ‌ها، آخرین حرکت قهرمان، سه تفنگدار، دنیای آب، شکارچی استخوان، پروفسور دیوانه ۲، پادزهر و بروس قدرتمند بوده‌است.
سملر برای فیلم رقصنده با گرگ‌ها برنده جایزه اسکار بهترین فیلمبرداری شده‌است. و دوفیلم طوفان آتش (فیلم ۱۹۹۸) و میهن‌پرست (فیلم ۱۹۹۸) را کارگردانی کرده‌است.